# Parc national des îles Togian
Le parc national des îles Togian (Taman Nasional Kepulauan Togean) est un parc national d'Indonésie situé autour des îles Togian près des Célèbes en Indonésie.